# Multi-conduit theory
Die Multi-conduit theory ist eine Theorie aus der Erzählforschung von Linda Dégh und Andrew Vázsonyi, die besagt, dass eine Sage nicht unberechenbar umherwandert, sondern bestimmten Wegen/Kanälen/Zielen in der Gesellschaft folgt. Diese Kanäle („conduits“) sind kommunikative Abfolgen von Individuen mit ähnlichen Charakterzügen und inhärentem Referenzrahmen. Dieser Referenzrahmen ist von sozialen Impulsen wie Werbung, sozialer Druck, Mode, Glaubensvorstellungen, Ängsten geprägt, die die Teilnehmer zur übereinstimmenden Reaktion auf Informationen bewegen. Da diese Teilnehmer ähnliche Einstellungen gegenüber ähnlichen Botschaften haben, werden die Individuen zu Sendern und Empfängern innerhalb dieses bestimmten Kommunikationssystems. Auf diese Weise erklären sich Veränderungen der Urversion bzw. Versionen von Erzählungen.